# Draft 1964 de la NBA
1963 1965
La draft 1964 de la NBA est la 18e draft de la National Basketball Association (NBA), se déroulant en amont de la saison 1964-1965. Elle s'est tenue le 4 mai 1964 à New York. Elle est organisée en 15 tours et 101 joueurs ont été sélectionnés,.
Lors de cette draft, 9 équipes de la NBA choisissent à tour de rôle des joueurs évoluant au basket-ball universitaire américain. Un joueur qui a terminé son cursus de quatre ans à l’université est admissible à la sélection. Si un joueur quitte l’université plus tôt, il n'est pas éligible pour la sélection jusqu’à ce qu'il ait obtenu son diplôme. Les deux premiers choix de la draft se décident entre les deux équipes arrivées dernières de leur division lors de la saison 1963-1964. Les équipes NBA avaient la possibilité, avant la draft, de sélectionner un joueur qui venait d'un lycée à moins de 80 kilomètres de la ville et abandonnèrent alors leur premier choix, il s'agit du territorial pick.
Les Knicks de New York sélectionnent en premier choix, Jim Barnes, ainsi que Willis Reed au second tour, en 8e position, qui remporte le titre de NBA Rookie of the Year.
Elle a vu la sélection d'un « Hall-of-Famer » au deuxième tour, Willis Reed.

## Draft
| ^ | Signale un joueur qui a été intronisé au Basketball Hall of Fame                        |
| + | Signale un joueur qui a été sélectionné pour au moins un match annuel NBA All-Star Game |
| R | Signale le joueur qui a remporté le titre de NBA Rookie of the Year                     |

### Territorial pick
| Rang | Joueur        | Nationalité | Équipe NBA            | Université/Lycée/Club |
| ---- | ------------- | ----------- | --------------------- | --------------------- |
| TP   | Walt Hazzard+ | États-Unis  | Lakers de Los Angeles | UCLA                  |
| TP   | George Wilson | États-Unis  | Royals de Cincinnati  | Cincinnati            |

### Premier tour
| Rang | Joueur           | Nationalité | Équipe NBA                | Université/Lycée/Club |
| ---- | ---------------- | ----------- | ------------------------- | --------------------- |
| 1    | Jim Barnes       | États-Unis  | Knicks de New York        | UTEP                  |
| 2    | Joe Caldwell+    | États-Unis  | Pistons de Détroit        | Arizona State         |
| 3    | Gary Bradds      | États-Unis  | Bullets de Baltimore      | Ohio State            |
| 4    | Lucious Jackson+ | États-Unis  | 76ers de Philadelphie     | Pan American          |
| 5    | Jeff Mullins+    | États-Unis  | Hawks de Saint-Louis      | Duke                  |
| 6    | Barry Kramer     | États-Unis  | Warriors de San Francisco | NYU                   |
| 7    | Mel Counts       | États-Unis  | Celtics de Boston         | Oregon State          |

### Deuxième tour
| Rang | Joueur           | Nationalité | Équipe NBA                | Université/Lycée/Club |
| ---- | ---------------- | ----------- | ------------------------- | --------------------- |
| 8    | Willis Reed^ R   | États-Unis  | Knicks de New York        | Grambling State       |
| 9    | Les Hunter       | États-Unis  | Pistons de Détroit        | Loyola                |
| 10   | Paul Silas+      | États-Unis  | Hawks de Saint-Louis      | Creighton             |
| 11   | Ira Harge        | États-Unis  | 76ers de Philadelphie     | New Mexico            |
| 12   | Cotton Nash      | États-Unis  | Lakers de Los Angeles     | Kentucky              |
| 13   | Howard Komives   | États-Unis  | Knicks de New York        | Bowling Green         |
| 14   | Bud Koper        | États-Unis  | Warriors de San Francisco | Oklahoma City         |
| 15   | Bill Chmielewski | États-Unis  | Royals de Cincinnati      | Philadelphia Tapers   |
| 16   | Ron Bonham       | États-Unis  | Celtics de Boston         | Cincinnati            |

### Joueur notable sélectionné plus bas
| Rang | Joueur       | Nationalité | Équipe NBA           | Université/Lycée/Club |
| ---- | ------------ | ----------- | -------------------- | --------------------- |
| 19   | Jerry Sloan+ | États-Unis  | Bullets de Baltimore | Evansville            |